# Царенко, Александр Анатольевич
Александр Анатольевич Царенко (21 ноября 1967, Волгоград, СССР) — советский и российский футболист, нападающий, полузащитник.
Отец Александра был водителем, мать работала в детском саду. У первого тренера Владимира Троицкого играл нападающим. В армии служил под Харьковом, работал на ликвидации последствий Чернобыльской аварии. В 1988 году стал выступать в первенстве Волгоградской области за волгоградский «Горизонт» у тренера Радия Рахимова. В конце года Царенко по рекомендации Рахимова приехал на просмотр в «Пахтакор». Вслед за уволенным главным тренером Абдураимовым практически перешёл в «Согдиану» Джизак, но решил выступать за «Звезду» Городище, а следующие полтора сезона провёл в «Согдиане». Летом 1991 камышинский «Текстильщик» и «Согдиана» не сумели договориться о переходе Царенко, и футболист оказался в волгоградском «Роторе». С 1992 года стал выступать на позиции полузащитника.
Сыграл три матча в кубке УЕФА. Два — в розыгрыше 1994/1995, один — 1995/1996.
В 1996 году из-за травм потерял место в составе и перешёл в «Текстильщик» Камышин, затем полтора года отыграл в ФК «Тюмень». В 1998 году Царенко перешёл в нижегородский «Локомотив», но вскоре получил травму. В 1999 году выступал в первенстве области и турнире КФК за «Железнодорожник» (Волгоград) и «Водник» (Калач-на-Дону).
Позже играл во втором дивизионе за «Энергетик» Урень (2000—2002), «Олимпию» Волгоград (2003), «Содовик» Стерлитамак (2004), «Текстильщик» Камышин (2006) и любительских клубах «Торпедо-2» Волжский (2005), Буровик Жирновск (2006).
В 2009 году работал на административной должности в ФК «Волгоград».
29 июля 2023 года маршрутное такси № 110, в котором находился Александр Царенко, попало в ДТП на улице Исторической в Волгограде. В результате ДТП он получил травмы коленного сустава и кости ноги.

## Достижения
- Чемпионат России:

Серебряный призёр 1993
Бронзовый призёр 1996
- Кубок России:

Финалист 1995